# Браш-Крик (тауншип, Миннесота)
Браш-Крик (англ. Brush Creek) — тауншип в округе Фэрибо, Миннесота, США. На 2000 год его население составило 241 человек.

## География
По данным Бюро переписи населения США площадь тауншипа составляет 93,4 км², из которых 91,0 км² занимает суша, а 2,5 км² — вода (2,63 %).

## Демография
По данным переписи населения 2000 года здесь находились 241 человек, 87 домохозяйств и 66 семей.  Плотность населения —  2,6 чел./км².  На территории тауншипа расположено 96 построек со средней плотностью 1,1 построек на один квадратный километр. Расовый состав населения: 100,00 % белых. Испанцы или латиноамериканцы любой расы составляли 1,24 % от популяции тауншипа.
Из 87 домохозяйств в 39,1 % воспитывались дети до 18 лет, в 69,0 % проживали супружеские пары, в 1,1 % проживали незамужние женщины и в 24,1 % домохозяйств проживали несемейные люди. 20,7 % домохозяйств состояли из одного человека, при том 9,2 % из — одиноких пожилых людей старше 65 лет. Средний размер домохозяйства — 2,77, а семьи — 3,26 человека.
32,0 % населения — младше 18 лет, 5,0 % — в возрасте от 18 до 24 лет, 27,8 % — от 25 до 44, 17,4 % — от 45 до 64, и 17,8 % — старше 65 лет. Средний возраст — 35 лет. На каждые 100 женщин приходилось 117,1 мужчин.  На каждые 100 женщин старше 18 приходилось 115,8 мужчин.
Средний годовой доход домохозяйства составлял 44 063 доллара, а средний годовой доход семьи —  48 125 долларов. Средний доход мужчин —  31 250  долларов, в то время как у женщин — 21 111. Доход на душу населения составил 14 469 долларов. За чертой бедности находились 2,7 % семей и 2,2 % всего населения тауншипа, из которых 2,2 % младше 18 лет.